# Болести по растенията
Според формулировката на Наумов,[необходимо е уточнение] болестта (заболяването) при растенията е резултат от продължителни или постоянни изменения, предизвикани най-често от друг растителен организъм с чужда природа при определени причини и при наличие на определен и специфичен за всеки случай процес.

## Класификация на болестите по растенията
- Класификация по етиология (по причинител):
  - Неинфекциозни (незаразни) – причинени от неблагоприятни за растението абиотични фактори;
  - Инфекциозни (паразитни) – причинени от фитопатогени от различни естество.

- Класификация по култури

Тази класификация е удобна за практически нужди, тъй като болестите се разглеждат по гостоприемник и се класифицират както в растениевъдството: болести по зърнено-житните култури, по зеленчуковите култури и т.н.
- Класификация по външни признаци (симптоми)

Тази класификация дели болестите на некрози, увяхвания, гниенета, напетнявания, налепи и др. Тя също има приложно значение